# كونسيبشون (ميزوري)
كونسيبشون (بالإنجليزية: Conception)‏ هي إحدى المجتمعات الفردية (غير مصنفة) في ولاية ميزوري في الولايات المتحدة الأمريكية.